# Acrotriche fasciculiflora
Acrotriche fasciculiflora är en ljungväxtart som först beskrevs av Eduard August von Regel, och fick sitt nu gällande namn av George Bentham. Acrotriche fasciculiflora ingår i släktet Acrotriche och familjen ljungväxter. Inga underarter finns listade i Catalogue of Life.